# Brüder II
Brüder II ist ein Film aus dem Jahr 2003. Bei dem Film handelt es sich um eine Tragikomödie und den zweiten Teil einer österreichischen Film-Trilogie, die in Zusammenarbeit mit ARTE produziert wurde. Der erste Teil der Trilogie ist Brüder von 2002, der dritte ist Brüder III – Auf dem Jakobsweg von 2005.

## Handlung
Starkoch Ernst „Ernstl“ gibt sein Gourmetrestaurant auf und erhält eine eigene Feinschmecker-Sendung im Fernsehen. Sein älterer Bruder Ludwig „Wickerl“ eröffnet, aus dem Gefängnis entlassen, seinerseits ein eigenes Lokal und verliebt sich in Iris, Ernstls Ex-Lebensgefährtin und Mutter seiner Zwillinge.
Adrian ist unter die Autoren gegangen, er hat die Geschichte seiner Brüder in einem gleichnamigen Roman verarbeitet. Außerdem hat er private Probleme, er muss sich zwischen seinem langjährigen Partner Michael und seiner neuen Liebe Daniel entscheiden. Als Michael ihn vor die Tür setzt, zieht Adrian zu Wickerl in ihr altes Elternhaus, ebenso unterstützt Adrian seinen älteren Bruder in dessen Restaurant als „Küchenschani“.
Ernst, der bislang nicht die Absicht hatte, mit Iris eine Beziehung einzugehen, scheint sich jetzt doch zu seiner Ex-Affäre hingezogen zu fühlen. Als er auch Wickerls Interesse an ihr bemerkt, entspinnt sich wieder ein Machtkampf zwischen den Brüdern. Als Iris erneut schwanger wird, stellt sich die Frage, wer der Vater ist.

## Produktion und Veröffentlichung
Der Fernsehfilm wurde 2003 von Dor Film unter der Regie von Wolfgang Murnberger und nach einem Drehbuch von Uli Brée und Rupert Henning produziert. Die Musik stammt von Stefan Bernheimer. Die Erstausstrahlung erfolgte am 23. November 2003 beim ORF.